# Mayomyzon pieckoensis
Mayomyzon pieckoensis — викопний вид круглоротих риб ряду міногоподібних. Існував у пізньому карбоні (приблизно 310 млн років тому). Викопні рештки риби знайдені у відкладеннях формації Мейзон-Крік у штаті Іллінойс (США).

## Опис
Mayomyzon мав 6 зябрових щілин (в сучасних міног їх 7), і вони розташовані ближче до очей. Спинний та хвостовий плавці з'єднані.